# Chapelle Notre-Dame de Pradelles
Pour les articles homonymes, voir chapelle Notre-Dame.
La chapelle Notre-Dame est une chapelle située en France sur la commune de Pradelles, dans la région Auvergne-Rhône-Alpes. Il s'agit du seul vestige subsistant de l'ancien hôpital Saint-Jacques.

## Localisation
La chapelle est située dans le département français de la Haute-Loire, sur la commune de Pradelles, dans l'ancienne région administrative d'Auvergne.

## Historique
Après les guerres de Religion, le sanctuaire de Notre-Dame et l'hôpital qui accueillait les pèlerins de Saint-Jacques ainsi que les malades furent confiés aux Dominicains en 1609. En 1610, les Dominicains furent déchargés de l'administration de l'hôpital pour se consacrer à l'enseignement,.
La chapelle a été construite par les dominicains entre 1613 et 1655 et a fait l'objet d'une restauration et d'une rénovation entre 1867 et 1876, tandis que le clocher a été modifié en 1879 pour abriter le bourdon. Le dôme en pierre surmonté de la statue de la Vierge a été finalisé en 1889.

## Description
À l'intérieur de cette chapelle, une statue de la Vierge à l'Enfant, retrouvée en 1512 dans un coffre, est vénérée. Dans sa partie ouest, en liaison avec l'hôpital, la chapelle traverse la route, ce qui permit l'aménagement d'une tribune. L'édifice se compose de six travées, dont deux destinées à la tribune. Les Dominicains ont joué un rôle clé dans la promotion du culte marial et dans le développement du pèlerinage jusqu'à la période de la Révolution,.

## Prodiges
De nombreux prodiges ont été documentés, et Marie Rivier, béatifiée en 2022, compte parmi les bénéficiaires de miracles associés à Notre-Dame-de-Pradelles. Lors de son passage en septembre 1878, Robert Louis Stevenson mentionne qu'il lui a été recommandé de visiter cette statue.

## Valorisation du patrimoine
L'Association des Fidèles et Amis de Notre-Dame de Pradelles (AFANDP) travaille à restaurer la chapelle, à la rendre accessible au public et à l'animer.

## Protection
La chapelle Notre-Dame, y compris le passage voûté avec ses deux portes d'entrée et leurs vantaux, est inscrite au titre des monuments historiques par arrêté du 6 janvier 1971.